# Заворожённые
«Заворожённые» (англ. Spellbound) — американский анимационный музыкальный фильм-фэнтези 2024 года, режиссёра Вики Дженсон, по сценарию Линды Вулвертон, Джулии Миранды и команды сценаристов Лорена Хайнека и Элизабет Мартин. Музыка написана Аланом Менкеном, который также написал песни вместе с давним соавтором текстов Гленом Слейтером. Главные роли озвучивали Рэйчел Зеглер, Николь Кидман, Хавьер Бардем, Титус Бёрджесс, Джон Литгоу, Дженифер Льюис и Нейтан Лейн.
Премьера состоялась 22 ноября 2024 года на Netflix.

## Сюжет
Сюжет разворачивается в волшебном мире Лумбрии, где принцесса Эллиан должна снять заклятие, расколовшее её королевство на две части.

## Роли озвучивали
- Рэйчел Зеглер — принцесса Эллиан
- Николь Кидман — королева Эллсмир
- Хавьер Бардем — король Солон
- Джон Литгоу — министр Болинар
- Дженифер Льюис — министр Назар Прон
- Нейтан Лейн — оракул Солнца
- Андре де Шилдс — оракул Луны
- Джордан Фишер — Каллан

Кроме того, Титус Берджесс был приглашен на нераскрытую роль.

## Производство
В марте 2017 года кинокомпания Skydance Media заключила многолетнее партнёрство с мадридской анимационной студией Ilion Animation Studios, создав анимационное подразделение под названием Skydance Animation. В июле было объявлено о создании мультфильма «Split», генеральный директор Skydance Media Дэвид Эллисон сообщил, что сценарий фильма пишет Линда Вулвертон.
В апреле 2020 года композитор Алан Менкен объявил, что работает над проектом вместе с Джоном Лассетером. Мультфильм позднее был переименован в «The Unbreakable Spell», а позднее — в «Spellbound». Режиссёром фильма стала Вики Дженсон по сценарию Лорен Хайнек, Элизабет Мартин и Вулвертон, песни будут написаны Менкеном и давним соавтором Гленом Слейтером. В октябре 2023 года Skydance Animation подписала многолетнее соглашение с компанией Netflix, которая возьмет на себя распространение будущих фильмов студии, находящихся в производстве, включая «Очарованную».
В апреле 2022 года Рэйчел Зеглер получила роль главной героини. В июне к актёрскому составу присоединились Николь Кидман, Хавьер Бардем, Джон Литгоу, Натан Лейн, Дженифер Льюис, Андре Де Шилдс и Джордан Фишер. В июне 2023 года к актёрскому составу присоединился Титус Берджесс.
Созданием анимации занималась компания Skydance Animation Madrid, а часть работ была выполнена удаленно во время пандемии COVID-19.
В марте 2017 года предполагалось, что премьера состоится в 2019 году. В июне 2024 года стало известно, что она состоится на Netflix 22 ноября 2024 года.
В марте 2022 года Skydance Animation заключила многолетнюю сделку со Spin Master Entertainment на производство игрушек по мотивам фильма.

## Отзывы и оценки
На сайте Rotten Tomatoes фильм имеет рейтинг 46 % основанный на 41 отзыве, со средней оценкой 5.4/10. На Metacritic средневзвешенная оценка составляет 54 из 100 на основе 12 рецензий, что указывает на «смешанные или средние» отзывы.
С 18 по 24 ноября мультфильм закрепился на третьей строчке в рейтинге Netflix, набрав 8,5 млн просмотров за первые три дня. На следующей неделе (25 ноября — 1 декабря) он поднялся на позицию № 2, собрав 15,3 миллиона просмотров.